# Osterholz-Scharmbeck
Osterholz-Scharmbeck település Németországban, azon belül Alsó-Szászország tartományban. Lakosainak száma 30 717 fő (2023. december 31.). Osterholz-Scharmbeck Ritterhude, Worpswede, Schwanewede, Lilienthal, Hambergen, Vollersode és Lübberstedt községekkel határos.

## Népesség
A település népességének változása:
| Lakosok száma | 31 405 | 30 398 | 30 329 | 30 300 | 30 438 | 30 659 | 30 717 |
|               | 2014   | 2016   | 2017   | 2019   | 2021   | 2022   | 2023   |